# Jermaine Jones
Jermaine Jones (Fráncfort del Meno, Alemania, 3 de noviembre de 1981) es un exfutbolista estadounidense nacido en Alemania. Jugaba de centrocampista y su último equipo fue el Los Angeles Galaxy de la Major League Soccer. Es conocido por su gran despliegue físico en el campo y su duro estilo de juego.
Antes de irse a la Major League Soccer, Jones tuvo una larga carrera en Alemania, habiendo jugado para el Eintracht Fráncfort, Bayer Leverkusen y el Schalke 04 además de haber tenido un breve paso por el Blackburn Rovers de la Premier League inglesa. En un principio, Jones formó parte de las selecciones inferiores de Alemania, pero después de un tiempo en que no fue convocado de forma regular a la absoluta, en octubre de 2009 decidió jugar para Estados Unidos, selección de la cual puede formar parte debido a que su padre es de esa nacionalidad. Jones debutó en competición oficial con Estados Unidos en la Copa de Oro de la Concacaf 2011 y ha sido miembro regular del equipo desde entonces, destacándose en la Copa Mundial de Fútbol de 2014 en Brasil en donde marcó un crucial gol frente a Portugal en la fase de grupos.

## Vida privada
Jones creció en Bonames, uno de los peores barrios de Fránkfurt. Su padre es un soldado estadounidense retirado que estaba destinado en Alemania. Cuando era niño, Jones vivió en Chicago y Greenwood en Estados Unidos antes de que sus padres se divorciasen y volviera a Alemania con su madre. En 2007, gracias a las diligencias de su esposa Sarah Gerthe, Jones volvió a contactarse con su padre después de más de 20 años. Actualmente cuenta con una casa en Los Ángeles, la cual compró principalmente para tener un lugar cerca de su padre en Estados Unidos.
Jones es amigo cercano de la jugadora de fútbol femenino Steffi Jones (pese a compartir apellido, no son familiares), quién también es alemana-estadounidense e hija de un soldado afro-estadounidense. Ambos comenzaron jugando en el mismo club, SV Bonames (aunque no al mismo tiempo).

## Trayectoria

### Eintracht Fráncfort
Jones fue comprado por parte de la academia el Eintracht Fráncfort a sus 13 años. Debutó con el equipo de reservas en el año 2000, y una temporada después, el 28 de abril de 2001, hizo su debut en la 1. Bundesliga en la derrota 3-0 contra el Hertha de Berlín. Con el Eintracht Fráncfort, Jones terminó jugando también en la 2. Bundesliga, una vez que el equipo descendiera al final de la temporada 2000-2001. Durante su tiempo en Fráncfort jugó más de 50 partidos como profesional y fue llamado por primera vez a la selección sub-21 de Alemania.

### Bayer Leverkusen
Su buen rendimiento lo llevó a ser comprado por el Bayer Leverkusen a principios de la temporada 2004-2005. No obstante, las pocas oportunidades en el primer equipo lo obligaron a jugar para el equipo de reservas durante su primer año allí. Jones debutó con el primer equipo en 2005, pero tras solo cinco apariciones fue enviado a préstamo a su anterior club, el Eintracht Fráncfort.

### Regreso al Eintracht Fráncfort
En julio de 2005, poco después de volver al Bayer Leverkusen tras finalizar su periodo en calidad de préstamo en el Eintracht Fráncfort, Jones fue comprado nuevamente por el club donde debutó. Desafortunadamente para él, vio muy poca acción durante este segundo periodo en Fráncfort ya que a principio de la temporada 2005-06 sufrió una seria lesión en la pierna que requirió cirugía, por lo que fue baja durante 8 meses, volviendo sólo en el último partido de la primera vuelta de la temporada.

### Schalke 04

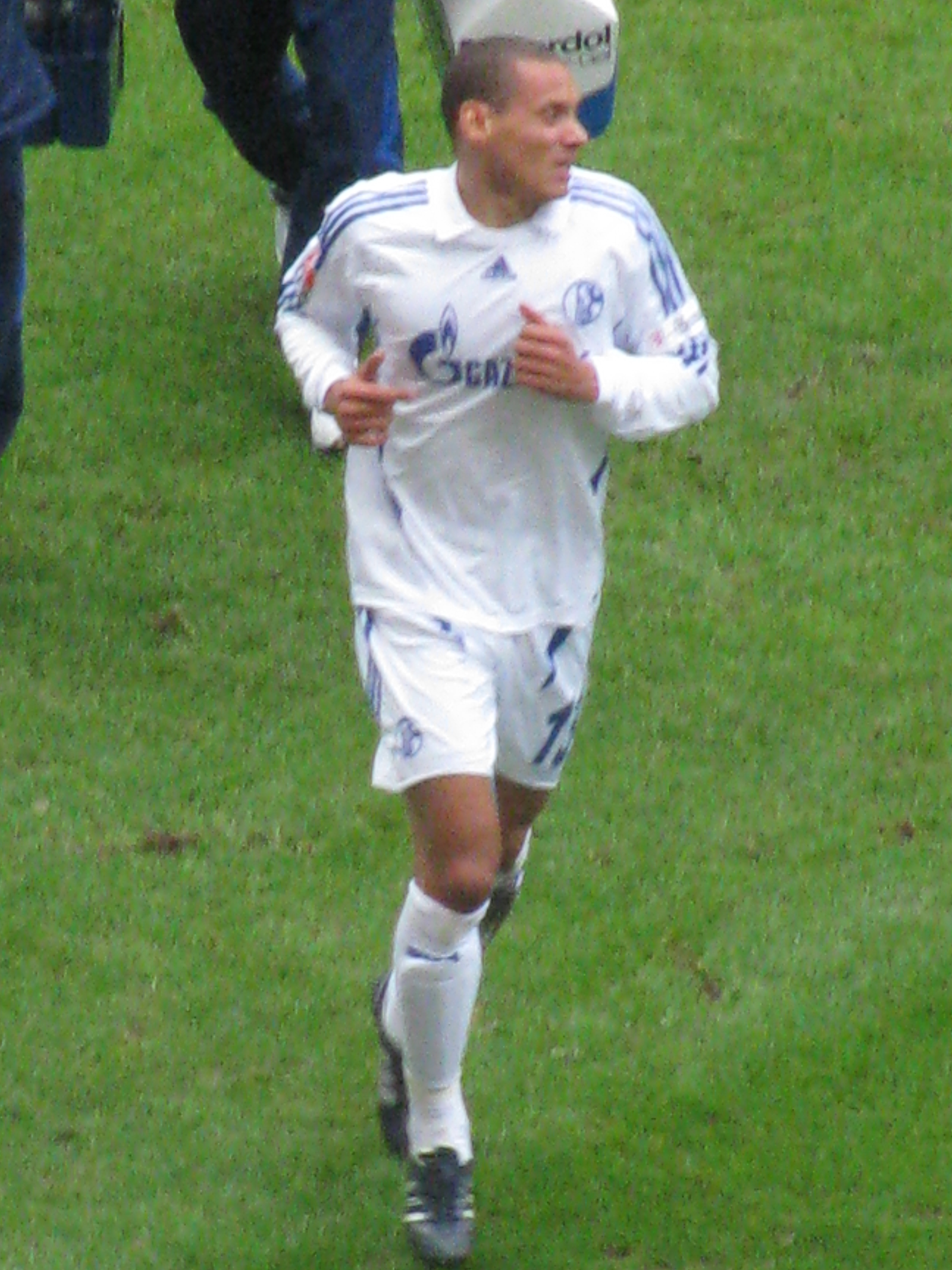
Jones jugando para el Schalke 04 en 2008.

El 24 de abril de 2007 el Schalke 04 anunció que ficharía a Jones con un contrato hasta el final de la temporada 2010-2011. Pese a haber sufrido serias lesiones en su tiempo con el club, incluyendo una lesión en su pierna que lo dejó fuera de casi toda la temporada 2009-10 y la Copa Mundial de Fútbol de 2010, Jones jugó 70 partidos con el club, además de firmar una extensión de su contrato hasta la temporada 2014. No obstante, a mediados de la temporada 2010-11, Jones fue cedido semanas después de que el técnico Felix Magath quitara a Jones del equipo titular tras la derrota 0-5 contra el 1. FC Kaiserslautern.

### Blackburn Rovers (préstamo)
El 18 de enero de 2011, cuando faltaban más de tres años para que expire su contrato con el Schalke 04 y luego de un distanciamiento con el técnico Felix Magath, Jones fue cedido al Blackburn Rovers de la Premier League inglesa hasta el final de la temporada 2010-11. Debido a que Vince Grella se encontraba sufriendo de varias lesiones el club había estado buscando un mediocampista defensivo por un buen tiempo, Jones resultó ser una excelente opción para el nuevo entrenador de los Rovers, Steve Kean. Kean confirmó el traspaso el 15 de enero. Jones debutó en la Premier League el 23 de enero de 2011, jugando de titular en la victoria 2-0 sobre el West Bromwich Albion en Ewood Park y siendo nombrado como jugador del encuentro en su primer partido con el club. Jones terminó jugando 15 partidos con el Blackburn y recibiendo 8 tarjetas amarillas en el proceso antes de regresar a Alemania.

### Regreso al Schalke 04
Pese a los deseos del entrenador Steve Kean de ficharlo en forma permanente para el Blackburn, además de las intenciones del mismo jugador, Jones terminó reincorporándose al club alemán a principios de la temporada 2011-12. Jones volvió a formar parte del equipo titular bajo el nuevo entrenador Hubbs Steve, ayudando a su equipo alcanzar posiciones de clasificación a la Liga de Campeones para la siguiente temporada en la Bundesliga; además de haber sido pieza fundamental en la llegada del Schalke a los cuartos de final de la UEFA Europa League.
Jones comenzó la temporada 2012/13 anotando un gol en la victoria 3-1 ante el Augsburg por la segunda fecha de la Bundesliga. El 8 de diciembre de 2012 Jones recibió la primera expulsión directa de su carrera en la derrota 3-1 ante el VfB Stuttgart luego de una fuerte falta por detrás contra Ibrahima Traoré en el minuto 73. Días después la Federación Alemana de Fútbol anunció que daría a Jones una suspensión de cuatro partidos al estadounidense por la mencionada infracción, decisión que fue apelada por el Schalke.

### Beşiktaş JK
El 30 de enero de 2014, Jones fue fichado por el Beşiktaş JK de la Superliga de Turquía por 6 meses con opción a compra. Hizo su debut el 27 de febrero de ese mismo año en el empate 0-0 frente al Antalyaspor.

### New England Revolution
El 24 de agosto de 2014, Jones fichó con el New England Revolution de la Major League Soccer como jugador designado. Hizo su debut en la MLS el 3 de septiembre, jugando 45 minutos en la victoria del Revolution 3-1 sobre el campeón defensor Sporting Kansas City. Jones anotó su primer gol con el club de Nueva Inglaterra el 26 de septiembre de 2014, consiguiendo el gol de la victoria en el encuentro que el Revolution venció al Sporting Kansas City por 3 a 2.
Jones tuvo un impacto importante desde su llegada y ayudó a su equipo a alcanzar los playoffs. Anotó un crucial gol en el partido de ida de las finales de conferencia en la victoria 2-1 sobre Nueva York.
Durante los playoffs del 2015, Jones tuvo un altercado con el árbitro Mark Geiger, lo cual le valió una suspensión de seis partidos en la liga. Luego de quedar fuera del torneo, Jones publicó en las redes sociales que probablemente no regresaría a Nueva Inglaterra debido a que la oferta monetaria que recibió para la renovación de su contrato era solo una fracción de lo que había ganado entre el 2014 y el 2015.

### Colorado Rapids
Luego de un largo periodo de incertidumbre, Jones finalmente fue transferido al Colorado Rapids el 4 de marzo de 2016, firmando un contrato por un año. Jones pasó los primeros seis partidos del club suspendido por un incidente en los playoffs de la MLS de 2015 mientras aun jugaba para el New England Revolution. Finalmente hizo su debut con Colorado el 16 de abril de 2016. Jones anotó un gol en ese partido y gracias a su excelente actuación fue nombrado jugador de la semana de la MLS.

## Clubes
| Club                      | País           | Año       |
| ------------------------- | -------------- | --------- |
| Eintracht Fráncfort       | Alemania       | 2000-2004 |
| Bayer Leverkusen          | Alemania       | 2004-2005 |
| Eintracht Fráncfort       | Alemania       | 2005-2007 |
| Schalke 04                | Alemania       | 2007-2014 |
| Blackburn Rovers (cedido) | Inglaterra     | 2011      |
| Beşiktaş JK (cedido)      | Turquía        | 2014      |
| New England Revolution    | Estados Unidos | 2014-2016 |
| Colorado Rapids           | Estados Unidos | 2016      |
| Los Angeles Galaxy        | Estados Unidos | 2017      |

## Con la selección de Alemania
Después de sus buenas actuaciones con Schalke 04, fue convocado por la Alemania para el partido clasificatorio para la Euro 2008 el 9 de noviembre de 2007 contra Chipre y Gales, pero el cuerpo técnico del equipo nacional tuvo que dejarlo fuera de la convocatoria, porque tenía partido contra Hamburgo SV el 10 de noviembre de 2007. Finalmente, Jones debutó por el equipo nacional el 6 de febrero de 2008 en un partido amistoso contra Austria. Jones disputó 2 encuentros amistosos más junto a los teutones antes de realizar su cambio de selección.

### Participaciones en Copas del Mundo
| Mundial                                |           | Resultado        |
| -------------------------------------- | --------- | ---------------- |
| Copa Mundial de Fútbol Juvenil de 2001 | Argentina | Octavos de final |

## Con la selección de los Estados Unidos
En junio de 2009, Jones informó a la Federación Alemana de Fútbol y medios deportivos que ya no le interesaba más jugar en el equipo teutón y solicitó un cambio hacia el equipo de los Estados Unidos.
En octubre de ese año la FIFA autorizó el cambio de acuerdo a las nuevas reglas, ya que el jugador no había jugado en partidos oficiales por la selección adulta de Alemania.

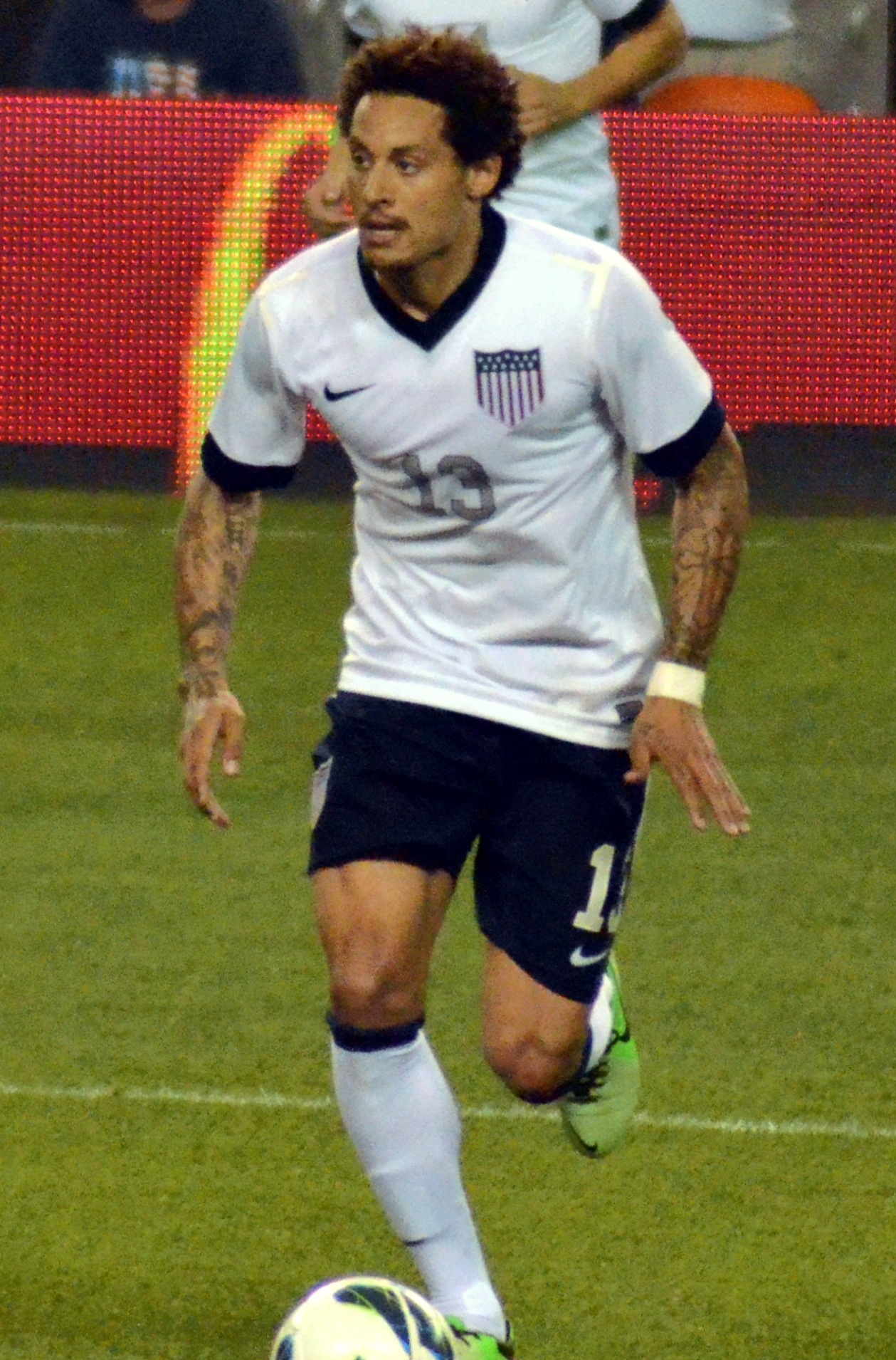
Jones jugando para Estados Unidos en un amistoso frente a Bélgica en 2013

Jones debutó con el conjunto estadounidense un 9 de octubre de 2010 en un partido amistoso ante Polonia llevado a cabo en Chicago, Illinois. Nuevamente, el 12 de octubre de 2010, Jones tuvo su segunda participación con el seleccionado de EE. UU. en partido amistoso ante Colombia en la ciudad de Philadelphia.
Luego de aparecer en forma regular en varios otros amistosos, Jones fue seleccionado por Bob Bradley para formar parte del equipo estadounidense que disputó la Copa de Oro de la CONCACAF 2011. Jones hizo su debut en competiciones oficiales con los Estados Unidos en la victoria 2-0 en el partido inaugural contra Canadá, y jugó los seis los partidos de su selección, incluyendo la final, en la cual los norteamericanos caerían 4-2 contra México.
El 3 de agosto de 2011, fue convocado por el recientemente designado técnico de la selección estadounidense, Jürgen Klinsmann, para un amisto contra México el 10 de agosto de 2011. Jones jugó 76 minutos en el partido que terminaría empatado 1-1. Desde entonces Jones ha sido un miembro regular de la selección, incluso llegando a ser nombrado capitán para los partidos amistosos jugados en enero de 2012 contra Panamá y Venezuela. La decisión fue algo controversial, ya que Jones solo se unió al grupo, mayormente compuesto de jugadores de la MLS y con poca experiencia internacional, debido a que traía consigo una suspensión de ocho partidos en Alemania tras haber pateado intencionalmente a Marco Reus en un partido por la temporada regular de la Bundesliga. Pese a la controversia, Estados Unidos terminó ganando ambos amistosos con buenas actuaciones de Jones.
Jones anotó su primer gol con la selección estadounidense el 26 de mayo de 2012, en un partido amistoso contra Escocia.
Luego de participar en todo el proceso eliminatorio, el 12 de mayo de 2014, el entrenador de la selección estadounidense Jürgen Klinsmann incluyó a Jones en la lista provisional de 30 jugadores con miras a la Copa Mundial de Fútbol de 2014.  Finalmente, fue incluido en la lista definitiva de 23 jugadores el 22 de mayo. Jones fue titular en los cuatro partidos de su selección, anotó un gol importante ante Portugal y fue considerado como uno de los mejores jugadores del torneo de Estados Unidos por parte de la prensa de su país.
Gracias a sus actuaciones tanto con la selección nacional como con su club en la Major League Soccer, Jones fue uno de los seis nominados al premio al Futbolista del Año en Estados Unidos en noviembre de 2014.
En junio de 2016, Jones fue incluido en la lista oficial de jugadores que disputaron la Copa América Centenario en su país.

### Goles con la selección nacional
Actualizado al 7 de junio de 2016.
| #   | Fecha               | Lugar                                  | Oponente   | Gol(es) | Resultado | Competición             |
| --- | ------------------- | -------------------------------------- | ---------- | ------- | --------- | ----------------------- |
| 01. | 26 de mayo de 2012  | EverBank Field, Jacksonville, EE. UU.  | Escocia    | 5 – 1   | 5 – 1     | Amistoso                |
| 02. | 22 de junio de 2014 | Arena da Amazônia, Manaus, Brasil      | Portugal   | 1 – 1   | 2 – 2     | Mundial 2014            |
| 03. | 7 de junio de 2016  | Soldier Field, Chicago, Estados Unidos | Costa Rica | 1 – 0   | 3 – 0     | Copa América Centenario |

### Participaciones en Copas del Mundo
| Mundial                        | Sede   | Resultado        |
| ------------------------------ | ------ | ---------------- |
| Copa Mundial de Fútbol de 2014 | Brasil | Octavos de final |

### Participaciones en la Copa América
| Copa                    | Sede           | Resultado    |
| ----------------------- | -------------- | ------------ |
| Copa América Centenario | Estados Unidos | Cuarto lugar |

### Participaciones en Copas de Oro
| Mundial                         | Sede           | Resultado  |
| ------------------------------- | -------------- | ---------- |
| Copa de Oro de la Concacaf 2011 | Estados Unidos | Subcampeón |

## Controversias
Jones creó un gran revuelo en 2004 en una entrevista para la revista deportiva alemana Sport-BILD. Cuando le preguntaron si había futbolistas homosexuales en la Bundesliga, respondió: "espero que no".
Otra controversia ocurrió en marzo de 2007, cuando Jones anunció en la página oficial del Eintracht Fráncfort que no ampliaría su contrato que expiraba al final de la temporada 2006-07. Esto enfureció a muchos seguidores del equipo, porque Jones canceló una negociación del contrato con el presidente Heribert Bruchhagen unos días antes porque su consejero estaba de viaje en Brasil. En octubre de 2006, se defendió de su rechazo a la oferta de contrato, subrayando que él quiso quedarse después de todo lo que había hecho la directiva durante su largo periodo de lesión.
En junio de 2009, se produjo una gran controversia en Alemania debido a una entrevista concedida por Jones al diario estadounidense The New York Times, en la que aparentemente acusaba a su país natal de racismo, y atribuyendo a ello el que no fuese llamado para la selección alemana. El jugador se retractó en medios alemanes, aduciendo una confusión debido a su pobre manejo del idioma inglés y acusando al periodista estadounidense de citarlo mal y de manipular la información, lo que fue negado por el autor del artículo.

## Estadísticas
Actualizado el 23 de noviembre de 2014.
| Eintracht Fráncfort · Alemania |               |               |     |    |    |    |    |    |     |    |
| 1.ª | 2000/01       | 2             | 0   | 0  | 0  | -  | -  | 2  | 0   |    |
| 1.ª | 2001/02       | 22            | 1   | 2  | 0  | -  | -  | 24 | 1   |    |
| 1.ª | 2002/03       | 17            | 6   | 1  | 1  | -  | -  | 18 | 7   |    |
| 1.ª | 2003/04       | 5             | 0   | 1  | 0  | -  | -  | 6  | 0   |    |
| Total club | Total club    | 46            | 7   | 4  | 1  | -  | -  | 50 | 8   |    |
| Bayer Leverkusen · Alemania |               |               |     |    |    |    |    |    |     |    |
| 1.ª | 2004/05       | 5             | 0   | 2  | 0  | 1  | 0  | 8  | 0   |    |
| Total club | Total club    | 5             | 0   | 2  | 0  | 1  | 0  | 8  | 0   |    |
| Eintracht Fráncfort · Alemania |               |               |     |    |    |    |    |    |     |    |
| 2.ª | 2004/05       | 14            | 3   | 0  | 0  | -  | -  | 14 | 3   |    |
| 1.ª | 2005/06       | 20            | 2   | 4  | 0  | -  | -  | 24 | 2   |    |
| 1.ª | 2006/07       | 4             | 0   | 1  | 0  | -  | -  | 5  | 0   |    |
| Total club | Total club    | 38            | 5   | 5  | 0  | -  | -  | 43 | 5   |    |
| Schalke 04 · Alemania |               |               |     |    |    |    |    |    |     |    |
| 1.ª | 2007/08       | 30            | 1   | 5  | 0  | 8  | 1  | 43 | 2   |    |
| 1.ª | 2008/09       | 30            | 3   | 4  | 0  | 6  | 0  | 40 | 3   |    |
| 1.ª | 2009/10       | 0             | 0   | 0  | 0  | 0  | 0  | 0  | 0   |    |
| 1.ª | 2010/11       | 10            | 0   | 2  | 0  | 4  | 0  | 16 | 0   |    |
| Total club | Total club    | 70            | 4   | 11 | 0  | 18 | 2  | 99 | 6   |    |
| Blackburn Rovers(cedido) Inglaterra |               |               |     |    |    |    |    |    |     |    |
| 1.ª | 2010/11       | 15            | 0   | 0  | 0  | -  | -  | 15 | 0   |    |
| Total club | Total club    | 15            | 0   | 0  | 0  | -  | -  | 15 | 0   |    |
| Schalke 04 · Alemania |               |               |     |    |    |    |    |    |     |    |
| 1.ª | 2011/12       | 20            | 0   | 3  | 0  | 8  | 1  | 31 | 1   |    |
| 1.ª | 2012/13       | 25            | 1   | 2  | 0  | 6  | 1  | 32 | 2   |    |
| 1.ª | 2013/14       | 14            | 1   | 3  | 0  | 5  | 0  | 22 | 0   |    |
| Total club | Total club    | 59            | 2   | 8  | 0  | 18 | 2  | 85 | 4   |    |
| Besiktas(cedido) Turquía |               |               |     |    |    |    |    |    |     |    |
| 1.ª | 2013/14       | 9             | 0   | 0  | 0  | -  | -  | 9  | 0   |    |
| Total club | Total club    | 9             | 0   | 0  | 0  | -  | -  | 9  | 0   |    |
| New England Revolution Estados Unidos |               |               |     |    |    |    |    |    |     |    |
| 1.ª | 2014          | 13            | 3   | 0  | 0  | -  | -  | 13 | 3   |    |
| 1.ª | 2015          | 0             | 0   | 0  | 0  | -  | -  | 0  | 0   |    |
| Total club | Total club    | 13            | 3   | 0  | 0  | -  | -  | 13 | 3   |    |
| Total carrera | Total carrera | Total carrera | 255 | 21 | 32 | 6  | 38 | 4  | 323 | 31 |
| (1)Incluye datos de los Playoffs de la Major League Soccer (2013/14) (2)Incluye datos de la DFB-Pokal; DFB-Ligapokal(2007/08, 2008/09) (3)Incluye datos de la Liga de Campeones de la UEFA (20007/08, 2008/09, 2010/11, 2012/13, 2013/14); UEFA Europa League (2006/07, 2007/08, 2011/12) |               |               |     |    |    |    |    |    |     |    |